# Relaciones Chile-Kiribati
Las relaciones Chile-Kiribati son las relaciones internacionales entre la República de Chile y la República de Kiribati.

## Historia

### sigloXX
Las relaciones diplomáticas entre Chile y Kiribati fueron establecidas el 20 de enero de 1981.

## Relaciones comerciales
En 2022, el intercambio comercial entre ambos países era muy marginal, constando únicamente de exportaciones de Kiribati a Chile de acumuladores eléctricos de iones de litio.

## Misiones diplomáticas
- Chile no cuenta con representaciones diplomáticas ni consulares en Tarawa.[3]
- Kiribati no cuenta con representaciones diplomáticas ni consulares en Santiago de Chile.[3]